# Polina Zjerebtsova
Polina Viktorovna Zjerebtsova (ryska: Полина Викторовна Жеребцова), född 20 mars 1985 i Groznyj i dåvarande Tjetjeno-Ingusjiska ASSR i Sovjetunionen, är en tjetjensk författare och poet. Hon har bland annat varit finalist för Andrej Sacharov-priset Journalism som samvetets aktivitet. 

## Biografi
Zjerebtsova växte upp i Tjetjenien. Hennes far var advokat och dog när hon var ett barn. Hennes mor Jelena arbetade som varuchef på ett stort företag. Polina växte upp i en familj som aktade Koranen, Bibeln och Torahn lika högt. Ända sedan barnsben har hon studerat religion, historia och filosofi. Hon bodde i Groznyj under närmare tjugo år. Hennes morfar Anatolij Pavlovitj Zjerebtsov, med vilken hon hade en nära vänskap, arbetade i Groznyj under mer än 25 år som kameraman på TV. Polinas mormor var konstnär, hennes farfar skådespelare och musiker, och hennes farmor var, även hon, skådespelare.
När första Tjetjenienkriget bröt ut 1994, började hon skriva en personlig dagbok i vilken hon beskriver historiska händelser som ägde rum i hennes hemland. Dagboken gavs senare ut under namnet Polina Zjerebtsovas Dagbok. Boken har översatts till flera europeiska språk. 
År 2014 utgavs hennes bok En myra i glasburk. Det är ett dokument om både tjetjeners och ryssars liv under kriget. 
År 2013 fick hon politisk asyl i Finland.

### På andra språk
- Polina Zjerebtsova, Le journal de Polina. France, Paris 2013. ISBN 2-36608-032-8.
- Polina Zjerebtsova, Sodan sirpaleet Finland 2014. ISBN 978-952-264-312-4.
- Polina Zjerebtsova, LE JOURNAL DE POLINA. France, 2015 ISBN 978-226-406-455-4.
- Polina Zjerebtsova, Чеченські щоденники 1994-2004 рр.Ukraine ISBN 978-966-14-8343-8.
- Polina Zjerebtsova, Polinas Tagebuch. Berlin, Rowohlt Verlag, 2015. ISBN 978-3-87134-799-3.
- Polina Zjerebtsova, Polinos Dienorastis. Lithuania, Tytoalba, 2015. ISBN 978-6-09466-107-5
- Polina Zjerebtsova, Тонка сріблиста нить, Ukraine: BСЛ, 2016. ISBN 978-617-679-207-9
- Polina Zjerebtsova, "Deníky Poliny Žerebcovové", Czech Republic , BIZBOOKS, 2016 ISBN 978-80-265-0500-6
- Polina Zjerebtsova, Осляче поріддя, Ukraine: BСЛ, 2017. ISBN  978-617-679-357-1
- Polina Zjerebtsova, TŠETŠEENIA PÄEVIKUD 1994–2004, Estonia, Tänapäev, 2017. ISBN 978-994-985-161-4
- Polina Zjerebtsova Smalkais sudraba pavediens. — Latvia: Jumava, 2017. — 320 с. — 2000 экз. — ISBN 978-993-420-09-22.
- Polina Zjerebtsova Мравка в стъклен буркан. Чеченски дневници 1994—2004. — Bulgaria: Авангард принт, 2017. — 620 с. — 3000 экз. — ISBN 978-954-337-33-07.
- Polina Zjerebtsova Mrówka w słoiku. Dzienniki czeczeńskie 1994—2004 — Poland: Karta, 2018. — 740 с. — 3000 экз. — ISBN 978-836-447-69-14.

Polina Zjerebtsova har också skrivit “En rapport om krigsbrott i Tjetjenska republikens område 1994-2004” .

## Romaner och noveller
- 1995 - Dagbok
- 2003 - Äktenskap
- 2004 - Larissa
- 2004 - Inte ödet
- 2006 - Dop
- 2006 - Little Angel
- 2008 - Idris
- 2012 - Dagbok efter striden.
- 2012 - Jag är ledsen för soldaten. Dagböcker Zherebtsova Pauline omkring det första kriget.
- 2013 - Tråd
- 2013 - Kaukasien

## Pjäser
- Tjetjenska dagböcker

## Priser och utmärkelser
- Award J. Korczak, Jerusalem, 2006 - berättelse.
- Award J. Korczak, Jerusalem, 2006 - prosa.
- Award (finalist) Andrej Sacharov, - 2012, journalistik.
- Award Ernest Hemingway, 2017 - prosa.